# Paepalanthus capito
Paepalanthus capito är en gräsväxtart som beskrevs av Friedrich August Körnicke. Paepalanthus capito ingår i släktet Paepalanthus och familjen Eriocaulaceae. Inga underarter finns listade i Catalogue of Life.